# Dirka po Italiji 1983
Dirka po Italiji 1983 (italijansko Giro d'Italia 1983) je 66. izvedba dirke po Italiji, tritedenske moške cestne kolesarske etapne dirke. Začela se je 12. maja v Brescii in končala 5. junija v Vidmu. Sodelovalo je 162 kolesarjev iz 18-ih ekip. Rožnato majico je drugič osvojil Giuseppe Saronni (Del Tongo–Colnago), drugo mesto Roberto Visentini (Inoxpran), tretje pa Alberto Fernández (Zor–Gemeaz Cusin). Vijolično majico je osvojil Giuseppe Saronni, zeleno majico Lucien Van Impe (Metauro Mobili–Pinarello), belo majico pa Franco Chioccioli (Vivi-Benotto).

## Ekipe
- Alfa Lum–Olmo
- Atala
- Bianchi–Piaggio
- Malvor–Bottecchia
- Del Tongo–Colnago
- Dromedario-Alan
- Europ Decor–Dries
- Zor–Gemeaz Cusin
- Gis Gelati
- Perlav-Euro Soap
- Inoxpran
- Eorotex–Magniflex
- Mareno–Wilier Triestina
- Metauro Mobili–Pinarello
- Sammontana–Campagnolo
- Termolan
- Vivi-Benotto
- Wolber–Spidel

## Etape
| Etapa | Datum    | Štart/Cilj                     | Razdalja    | Tip         | Tip                  | Zmagovalec                 |             |
| ----- | -------- | ------------------------------ | ----------- | ----------- | -------------------- | -------------------------- | ----------- |
| P     | 12. maj  | Brescia                        | 8 km        |             | posamični kronometer | odpovedana                 |             |
| 1     | 13. maj  | Brescia – Mantova              | 70 km       |             | ekipni kronometer    | Bianchi–Piaggio            |             |
| 2     | 14. maj  | Mantova – Comacchio            | 192 km      |             | ravninska etapa      | Guido Bontempi (ITA)       |             |
| 3     | 15. maj  | Comacchio – Fano               | 148 km      |             | ravninska etapa      | Paolo Rosola (ITA)         |             |
| 4     | 16. maj  | Pesaro – Todi                  | 187 km      |             | gorska etapa         | Giuseppe Saronni (ITA)     |             |
| 5     | 17. maj  | Terni – Vasto                  | 269 km      |             | gorska etapa         | Eduardo Chozas (ESP)       |             |
| 6     | 18. maj  | Vasto – Campitello Matese      | 145 km      |             | gorska etapa         | Alberto Fernández (ESP)    |             |
| 7     | 19. maj  | Campitello Matese – Salerno    | 216 km      |             | gorska etapa         | Moreno Argentin (ITA)      |             |
| 8     | 20. maj  | Salerno – Terracina            | 212 km      |             | ravninska etapa      | Guido Bontempi (ITA)       |             |
| 9     | 21. maj  | Terracina – Montefiascone      | 225 km      |             | gorska etapa         | Riccardo Magrini (ITA)     |             |
| 10    | 22. maj  | Montefiascone – Bibbiena       | 232 km      |             | gorska etapa         | Palmiro Masciarelli (ITA)  |             |
| 11    | 23. maj  | Bibbiena – Pietrasanta         | 202 km      |             | gorska etapa         | Lucien Van Impe (BEL)      |             |
|       | 24. maj  | dan počitka                    | dan počitka | dan počitka | dan počitka          | dan počitka                | dan počitka |
| 12    | 25. maj  | Pietrasanta – Reggio Emilia    | 180 km      |             | gorska etapa         | Alf Segersäll (SWE)        |             |
| 13    | 26. maj  | Reggio Emilia – Parma          | 38 km       |             | posamični kronometer | Giuseppe Saronni (ITA)     |             |
| 14    | 27. maj  | Parma – Savona                 | 243 km      |             | gorska etapa         | Gregor Braun (FRG)         |             |
| 15    | 28. maj  | Savona – Orta San Giulio       | 219 km      |             | gorska etapa         | Paolo Rosola (ITA)         |             |
| 16a   | 29. maj  | Orta San Giulio – Milano       | 110 km      |             | ravninska etapa      | Frank Hoste (BEL)          |             |
| 16b   | 29. maj  | Milano – Bergamo               | 100 km      |             | gorska etapa         | Giuseppe Saronni (ITA)     |             |
| 17    | 30. maj  | Bergamo – Colli di San Fermo   | 91 km       |             | gorska etapa         | Alberto Fernández (ESP)    |             |
| 18    | 31. maj  | Sarnico – Vicenza              | 178 km      |             | gorska etapa         | Paolo Rosola (ITA)         |             |
|       | 1. junij | dan počitka                    | dan počitka | dan počitka | dan počitka          | dan počitka                | dan počitka |
| 19    | 2. junij | Vicenza – Selva di Val Gardena | 224 km      |             | gorska etapa         | Mario Beccia (ITA)         |             |
| 20    | 3. junij | Selva di Val Gardena – Arabba  | 169 km      |             | gorska etapa         | Alessandro Paganessi (ITA) |             |
| 21    | 4. junij | Arabba – Gorica                | 232 km      |             | ravninska etapa      | Moreno Argentin (ITA)      |             |
| 22    | 5. junij | Gorica – Videm                 | 40 km       |             | posamični kronometer | Roberto Visentini (ITA)    |             |
|       | Skupaj   | Skupaj                         | 3922 km     | 3922 km     | 3922 km              | 3922 km                    | 3922 km     |

## Razvrstitev po klasifikacijah
| Etapa  | Zmagovalec           | Rožnata majica · | Vijolična majica · | Zelena majica ·   | Bela majica ·     | Ekipno po času           |
| ------ | -------------------- | ---------------- | ------------------ | ----------------- | ----------------- | ------------------------ |
| P      | odpovedana           | brez             | brez               | brez              | brez              | brez                     |
| 1      | Bianchi–Piaggio      | Tommy Prim       | brez               | brez              | brez              | Bianchi–Piaggio          |
| 2      | Guido Bontempi       | Urs Freuler      | Guido Bontempi     | brez              | ?                 | Bianchi–Piaggio          |
| 3      | Paolo Rosola         | Paolo Rosola     | Paolo Rosola       | brez              | ?                 | Bianchi–Piaggio          |
| 4      | Giuseppe Saronni     | Paolo Rosola     | Paolo Rosola       | Harald Maier      | ?                 | Bianchi–Piaggio          |
| 5      | Eduardo Chozas       | Silvano Contini  | Giuseppe Saronni   | Lucien Van Impe   | Fabrizio Verza    | Bianchi–Piaggio          |
| 6      | Alberto Fernández    | Silvano Contini  | Giuseppe Saronni   | Alberto Fernández | Fabrizio Verza    | Metauro Mobili–Pinarello |
| 7      | Moreno Argentin      | Giuseppe Saronni | Giuseppe Saronni   | Lucien Van Impe   | Fabrizio Verza    | Metauro Mobili–Pinarello |
| 8      | Guido Bontempi       | Giuseppe Saronni | Giuseppe Saronni   | Lucien Van Impe   | Fabrizio Verza    | Metauro Mobili–Pinarello |
| 9      | Riccardo Magrini     | Giuseppe Saronni | Giuseppe Saronni   | Lucien Van Impe   | Fabrizio Verza    | Metauro Mobili–Pinarello |
| 10     | Palmiro Masciarelli  | Giuseppe Saronni | Giuseppe Saronni   | Lucien Van Impe   | Fabrizio Verza    | Metauro Mobili–Pinarello |
| 11     | Lucien Van Impe      | Giuseppe Saronni | Giuseppe Saronni   | Lucien Van Impe   | Fabrizio Verza    | Metauro Mobili–Pinarello |
| 12     | Alf Segersäll        | Giuseppe Saronni | Giuseppe Saronni   | Lucien Van Impe   | Fabrizio Verza    | Metauro Mobili–Pinarello |
| 13     | Giuseppe Saronni     | Giuseppe Saronni | Giuseppe Saronni   | Lucien Van Impe   | Franco Chioccioli | Metauro Mobili–Pinarello |
| 14     | Gregor Braun         | Giuseppe Saronni | Giuseppe Saronni   | Lucien Van Impe   | Franco Chioccioli | Metauro Mobili–Pinarello |
| 15     | Paolo Rosola         | Giuseppe Saronni | Giuseppe Saronni   | Lucien Van Impe   | Franco Chioccioli | Metauro Mobili–Pinarello |
| 16a    | Frank Hoste          | Giuseppe Saronni | Giuseppe Saronni   | Lucien Van Impe   | Franco Chioccioli | Metauro Mobili–Pinarello |
| 16b    | Giuseppe Saronni     | Giuseppe Saronni | Giuseppe Saronni   | Lucien Van Impe   | Franco Chioccioli | Metauro Mobili–Pinarello |
| 17     | Alberto Fernández    | Giuseppe Saronni | Giuseppe Saronni   | Lucien Van Impe   | Franco Chioccioli | Zor–Gemeaz Cusin         |
| 18     | Paolo Rosola         | Giuseppe Saronni | Giuseppe Saronni   | Lucien Van Impe   | Franco Chioccioli | Zor–Gemeaz Cusin         |
| 19     | Mario Beccia         | Giuseppe Saronni | Giuseppe Saronni   | Lucien Van Impe   | Franco Chioccioli | Zor–Gemeaz Cusin         |
| 20     | Alessandro Paganessi | Giuseppe Saronni | Giuseppe Saronni   | Lucien Van Impe   | Franco Chioccioli | Zor–Gemeaz Cusin         |
| 21     | Moreno Argentin      | Giuseppe Saronni | Giuseppe Saronni   | Lucien Van Impe   | Franco Chioccioli | Zor–Gemeaz Cusin         |
| 22     | Roberto Visentini    | Giuseppe Saronni | Giuseppe Saronni   | Lucien Van Impe   | Franco Chioccioli | Zor–Gemeaz Cusin         |
| Skupaj | Skupaj               | Giuseppe Saronni | Giuseppe Saronni   | Lucien Van Impe   | Franco Chioccioli | Zor–Gemeaz Cusin         |

## Končna razvrstitev
| Legenda | Legenda                                    | Legenda | Legenda                                   |
| ------- | ------------------------------------------ | ------- | ----------------------------------------- |
|         | Predstavlja vodilnega v skupnem seštevku   |         | Predstavlja vodilnega po točkah           |
|         | Predstavlja vodilnega v gorski razvrstitvi |         | Predstavlja najboljšega mladega kolesarja |

### Rožnata majica
| Poz. | Kolesar                       | Ekipa                    | Čas          |
| ---- | ----------------------------- | ------------------------ | ------------ |
| 1    | Giuseppe Saronni (ITA)        | Del Tongo–Colnago        | 100h 45' 30" |
| 2    | Roberto Visentini (ITA)       | Inoxpran                 | + 1' 07"     |
| 3    | Alberto Fernández (ESP)       | Zor–Gemeaz Cusin         | + 3' 40"     |
| 4    | Mario Beccia (ITA)            | Malvor–Bottecchia        | + 5' 55"     |
| 5    | Dietrich Thurau (FRG)         | Del Tongo–Colnago        | + 7' 44"     |
| 6    | Marino Lejarreta (ESP)        | Alfa Lum–Olmo            | + 7' 47"     |
| 7    | Faustino Rupérez Rincón (ESP) | Zor–Gemeaz Cusin         | + 8' 24"     |
| 8    | Eduardo Chozas Olmo (ESP)     | Zor–Gemeaz Cusin         | + 9' 41"     |
| 9    | Lucien Van Impe (BEL)         | Metauro Mobili–Pinarello | + 10' 54"    |
| 10   | Wladimiro Panizza (ITA)       | Metauro Mobili–Pinarello | + 12' 00"    |

### Vijolična majica
| Poz. | Kolesar                | Ekipa                    | Točke |
| ---- | ---------------------- | ------------------------ | ----- |
| 1    | Giuseppe Saronni (ITA) | Del Tongo–Colnago        | 223   |
| 2    | Moreno Argentin (ITA)  | Sammontana–Campagnolo    | 149   |
| 3    | Frank Hoste (BEL)      | Europ Decor–Dries        | 139   |
| 4    | Pierino Gavazzi (ITA)  | Metauro Mobili–Pinarello | 120   |
| 5    | Stefan Mutter (SUI)    | Eorotex–Magniflex        | 111   |

### Zelena majica
| Poz. | Kolesar                    | Ekipa                    | Točke |
| ---- | -------------------------- | ------------------------ | ----- |
| 1    | Lucien Van Impe (BEL)      | Metauro Mobili–Pinarello | 70    |
| 2    | Alberto Fernández (ESP)    | Zor–Gemeaz Cusin         | 43    |
| 3    | Marino Lejarreta (ESP)     | Alfa Lum–Olmo            | 27    |
| 3    | Faustino Rupérez (ESP)     | Zor–Gemeaz Cusin         | 27    |
| 5    | Alessandro Paganessi (ITA) | Bianchi-Piaggio          | 23    |

### Bela majica
| Poz. | Kolesar                 | Ekipa             | Čas          |
| ---- | ----------------------- | ----------------- | ------------ |
| 1    | Franco Chioccioli (ITA) | Vivi-Benotto      | 101h 00" 52" |
| 2    | Fabrizio Verza (ITA)    | Gis Gelati        | + 12' 16"    |
| 3    | Harald Maier (AUT)      | Eorotex–Magniflex | + 20' 32"    |
| 4    | Davide Cassani (ITA)    | Termolan          | + 30' 27"    |
| 5    | Czesław Lang (POL)      | Gis Gelati        | + 35' 13"    |

### Ekipna razvrstitev
| Poz. | Ekipa             | Čas          |
| ---- | ----------------- | ------------ |
| 1    | Zor–Gemeaz Cusin  | 300h 05' 39" |
| 2    | Inoxpran          | + 10' 45"    |
| 3    | Del Tongo–Colnago | + 17' 30"    |